# Erkenntnis
Der Begriff Erkenntnis ist in der Philosophie umstritten; eine einheitliche Definition hat sich nicht herausgebildet. In einer ersten Annäherung kann man Erkenntnis als den Prozess und das Ergebnis eines durch Einsicht oder Erfahrung gewonnenen Wissens bezeichnen.

## Zum Begriff der Erkenntnis
Der Begriff der Erkenntnis ist einer der Grundbegriffe der neuzeitlichen Philosophie. Er lässt sich nicht auf andere bekanntere oder übergeordnete Begriffe zurückführen und ist ohne Selbstbezug (Zirkelschluss) nicht definierbar. Sein Verständnis muss deshalb aus einer erläuternden Begriffsanalyse (Explikation) und durch Bestimmung der gebräuchlichen Verwendung anhand von Beispielen gewonnen werden.
Der Begriff der Erkenntnis bezeichnet
- das Ergebnis (das Erkannte) und
- den Prozess des Erkennens (den Erkenntnisakt).

Erkenntnis beinhaltet immer die Beziehung zwischen einem erkennenden Subjekt und etwas Erkanntem (Objekt). Erkenntnis kann sich ebenso auf einen Sachverhalt wie auf einen Prozess beziehen. Je nachdem, ob eine Erkenntnis unmittelbar gewonnen wird oder ob sie durch eine indirekte Information entstanden ist, spricht man von der unmittelbaren (intuitiven) oder von der mittelbaren (diskursiven) Erkenntnis.
Die Vorsilbe „Er-“ im Wort Er-kenntnis ist ähnlich wie bei Er-fahren oder Er-leben eine Bezeichnung für eine über das bloße Kennen hinausgehende Einsicht in einen Gegenstand, die u. a. durch Verstehen von Wesensmerkmalen und Erinnerung gekennzeichnet ist. Erkenntnis hat im Vergleich zum Kennen den Charakter des Neuen. Wenn man zum ersten Mal feststellt, dass an einem technischen Gerät eine Funktion defekt ist, hat man dieses erkannt. Bei einer späteren Nutzung des Gerätes kennt man den Defekt, es sei denn, man hat ihn vergessen. Zum Wissen wird die Erkenntnis, wenn die Erkenntnis unabhängig vom erkennenden Subjekt gültig ist.
Die Nachsilbe -nis im Wort Erkennt-nis verweist im Sprachgebrauch meist auf das abstrahierte Ergebnis eines Vorgangs, so wie Erlebnis (Ergebnis eines Erlebens), Erzeugnis (Ergebnis eines Erzeugens); oder auf die abstrakte Ursache eines Vorgangs, so wie Hindernis (Ursache eines Hinderns), Besorgnis (Ursache einer Sorge).
Der Begriff der Erkenntnis ist abzugrenzen von ähnlichen Begriffen wie Erfahrung, Einsicht, Wissen, Überzeugung, Meinung, Glauben und entgegenzusetzen zu Begriffen wie Ahnung, Vermutung, Spekulation sowie Vorurteile und Irrtum. Die nachfolgende Tabelle gibt eine grobe Abgrenzung der einschlägigen Begriffe, die dem Begriff der Erkenntnis inhaltlich verwandt sind. Neben dem Begriffsinhalt wird dargestellt, inwieweit der jeweilige Begriff mit einem Anspruch auf Wahrheit verbunden ist und welcher Grad an Begründung bei ihm erwartet wird.
| Begriff                       | Erläuterung                                                                                                | Wahrheit | Begründung                                                                                  |
| ----------------------------- | --- | --- | ------------------------------------------------------------------------------------------- |
| Glauben / Gewissheit (Pistis) | Innere Sicherheit in Bezug auf einen Sachverhalt                                                           | Gefühlsmäßiges Vertrauen; Evidenz; subjektives Fürwahrhalten                                                         | kein Interesse an Rechtfertigung; Offenbarung (Religion)                                    |
| Ahnung                        | nicht klar umrissener Sachverhalt                                                                          | hohe Unsicherheit | unbewusstes, intuitives Gefühl ohne klare verstandesmäßige Abgrenzung                       |
| Vermutung (Eikasia)           | Hypothese über einen Sachverhalt                                                                           | Wahrscheinlichkeit, nicht unbedingt quantifizierbar                                                                  | argumentativ, methodisch je nach Kenntnisstand                                              |
| Information                   | Akt oder Inhalt einer Mitteilung oder Nachricht                                                            | kann wahr oder falsch sein; ggf. Wahrscheinlichkeit                                                                  | Urteil über die Qualität der Quelle                                                         |
| Meinung / Überzeugung (Doxa)  | nicht vollständige Kenntnis zum Sachverhalt bzw. auch im Bereich Werte (Ethik/Politik)                     | vom Umfang der Kenntnis abhängige Unsicherheit (Irrtumsverdacht) bzw. bei Werten nicht möglich                       | argumentativ, aber nicht methodisch abgeschlossen                                           |
| Einsicht (Nus)                | spontanes Erfassen eines Sachverhalts                                                                      | meist geringe Unsicherheit durch Evidenz                                                                             | rational und argumentativ, jedoch oft nicht methodisch abgeschlossen                        |
| Erfahrung (Empeiria)          | unmittelbares Erleben von Handlungs- und Sachzusammenhängen; in der Wissenschaft experimentelle Ergebnisse | hohe Sicherheit im Vertrauen auf korrekte Wahrnehmung bzw. Messtechnik bei der Beobachtung                           | durch erlebte Beispiele entstandene Gewohnheit bzw. methodische Theorie in der Wissenschaft |
| Wissen (Episteme)             | a) intersubjektiv überprüfbare Kenntnis von Tatsachen b) Handlungswissen                                   | a) sehr hohe Sicherheit in Abhängigkeit vom Wahrheitsbegriff b) das Gelingen bzw. indirekt der Erfolg einer Handlung | a) methodisch und begrifflich rational b) Übung und Gewohnheit                              |
| Erkenntnis (Gnosis)           | Akt und Ergebnis der durch Einsicht und/oder Erfahrung gewonnenen Kenntnis, nicht notwendig intersubjektiv | sehr hohe Sicherheit in Abhängigkeit vom Wahrheitsbegriff                                                            | methodisch und begrifflich rational, auch vorwissenschaftlich                               |

Das Ergebnis des Prozesses der Erkenntnis, wenn es zur Gewohnheit geworden und intersubjektiv nachprüfbar ist, bezeichnet man auch als Wissen. Wissen wird allerdings unabhängig von der Entstehung betrachtet. Während man von einem Erkenntnisvermögen spricht, gibt es daher den analogen Begriff des Wissensvermögens nicht. Erkenntnistheorie befasst sich mit der Entstehung von und dem Bestand an Wissen. Dabei ist der Begriff des Wissens allerdings nicht ausreichend, um den Begriff der Erkenntnis zu erklären. Erkenntnis beinhaltet auch die Einsicht in die Bedeutung eines Sachverhalts, ob z. B. eine Information wichtig ist für eine Problemlösung. Einsicht bedarf hingegen nicht zwingend einer Begründung, z. B. wenn man einsieht, dass etwas Gewünschtes sich nicht realisieren lässt, aber den Hinderungsgrund dafür nicht erkennt. Ähnlich wie Wissen ist Erkenntnis mit dem Anspruch der Richtigkeit verbunden. Erkenntnisse sind immer wahre Erkenntnisse. Dabei ist aber der Grad der Begründung nicht zwingend wie beim Wissen an logische Wahrheit und an einen intersubjektiven Nachweis gebunden. Im Erkannten hat man noch den subjektiven Entstehungsprozess des Wissens vor Augen, auch wenn dieser abgeschlossen ist. Erkenntnis muss nicht intersubjektiv nachprüfbar sein. Sie beschränkt sich nicht auf nachprüfbare Fakten, sondern beinhaltet das Verstehen von Zusammenhängen. Erkenntnisse können sich auch auf einen vorwissenschaftlichen Bereich der Alltagserfahrung beziehen. In einem weiten Verständnis des Erkenntnisbegriffs werden sogar Gefühle wie z. B. die Liebe sowie die Kunst als mögliche Erkenntnisquellen gesehen.
Wenn von gesicherter Erkenntnis gesprochen wird, steht dahinter die Vorstellung, dass die Erkenntnis durch wissenschaftliche Nachweise belegt werden kann. Doch haben gerade die neuesten naturwissenschaftlichen Forschungen (z. B. Quantenphysik) gezeigt, dass zumindest in gewisser Hinsicht Aussagen nur mit unterschiedlichen Graden von Wahrscheinlichkeit getroffen werden können. Überdies gilt in der Mathematik der Gödelsche Unvollständigkeitssatz, nach dem es in jedem System Aussagen gibt, die nicht innerhalb des Systems als wahr oder falsch bewiesen werden können. Dies führt zu der Frage, ob es überhaupt eine gesicherte Erkenntnis geben kann. Angesichts der evolutionär entstandenen Funktionsweise und der Täuschbarkeit der menschlichen Wahrnehmung entstehen darüber hinaus Fragen nach der Beschaffenheit der tatsächlichen Realität, ob und inwieweit die Art der Erkenntnisgewinnung bereits die Erkenntnisinhalte beeinflusst. Da bereits die Wahrnehmung eine (verändernde) Interpretation von Sinnesdaten darstellt, muss jede Erkenntnis hypothetisch bleiben.

„Es dürfte uns guttun, uns manchmal daran zu erinnern, dass wir zwar in dem Wenigen, das wir wissen, sehr verschieden sein mögen, dass wir aber in unserer grenzenlosen Unwissenheit alle gleich sind.“

## Forschungsrichtungen
Die Erforschung der Wege zur Erkenntnis sind Sache der Kognitionswissenschaften (von lateinisch cognitio  Erkenntnis) und der Erkenntnistheorie (auch Epistemologie genannt, ἐπιστήμη epistḗmē Verstehen, (theoretisches) Wissen, Erkenntnis, Einsicht).
Als eine Teildisziplin der Philosophie befasst sich Erkenntnistheorie mit der Frage, was das Wesen, das Zustandekommen, die Bedingungen, Grenzen und Prinzipien von Erkenntnis sind. Eine Kernfrage ist dabei die Frage nach der Sicherheit von Erkenntnis bzw. ob es überhaupt sichere Erkenntnis gibt.
Die Abgrenzung der philosophischen Erkenntnistheorie zu anderen wissenschaftlichen Disziplinen kann wie folgt vorgenommen werden:
- Die Logik ist die Lehre vom folgerichtigen Denken und setzt dabei Erkenntnis schon voraus. Insbesondere die Epistemische Logik befasst sich mit den logischen Beziehungen der in der Erkenntnistheorie wichtigen Begriffe wie Glauben, Für-möglich-halten, Überzeugt-sein oder Wissen.
- Die Wissenschaftstheorie konzentriert sich auf einen Teilbereich der Erkenntnis und fragt nach dem methodisch richtigen Vorgehen bei der Erkenntnisgewinnung im Bereich der wissenschaftlichen Forschung.
- In der Psychologie werden die Mechanismen und Verhältnisse des Bewusstseins in ihrer Auswirkung auf die Psyche untersucht. Der Inhalt des Erkannten hat keine primäre Bedeutung.
- Zu den Kognitionswissenschaften zählt man neben Philosophie und Psychologie auch die Neurowissenschaften sowie Teilbereiche der Linguistik und der Informatik.

Zu den Methoden der Erkenntnisgewinnung und Überprüfung von Erkenntnissen sind Beobachtungen sowie die Durchführung von Experimenten, gegebenenfalls mit Versuch und Irrtum, zu zählen. Diese beinhalten als Instrumente Aufzeichnung, Dokumentation, Messung, Vergleich, Befragung, Interview und Schlussverfahren wie Abduktion, Deduktion und Induktion. Auch kann die Durchführung von Computersimulationsexperimenten bei der Erkenntnisgewinnung und -überprüfung behilflich sein, vorausgesetzt, das zu untersuchende Problem ist modellierbar und der aus der Realität stammende Sachverhalt kann hinreichend exakt nachgebildet werden, und Daten sind dazu hinreichend verfügbar.

## Der Erkenntnisbegriff der Wissenschaftstheorie
In vielen systematischen Darstellungen zur Erkenntnistheorie, vor allem aber in der Wissenschaftstheorie wird Erkenntnis eingeschränkt gegenüber dem allgemeinen Begriffsinhalt verstanden als Ergebnis der empirischen Forschung. Diese Forschungsergebnisse gehen in den Wissensbestand der jeweiligen Wissenschaften ein. Als Bestimmung des Wissens in diesem vor allem durch die Naturwissenschaften geprägten Sinne wird üblicherweise die auf Platons Dialog Theaitetos zurückgehende Begriffsbestimmung verwendet: Wissen ist wahre, begründete Meinung.
Schon in der Philosophie der Antike wurden die in dieser Begriffsbestimmung enthaltenen Begriffe wiederum kritisch hinterfragt. Gibt es überhaupt eine absolute, eindeutige Wahrheit? Darüber gibt es ein ganzes Bündel so genannter Wahrheitstheorien. Wie muss die Begründung aussehen, damit man sie als korrekte Rechtfertigung ansehen kann? Gibt es ein Sinnkriterium, so dass man eine Meinung überhaupt als eine wissenschaftliche Theorie anerkennen kann?
Eine Meinung ist eine Ansicht, Einstellung oder Überzeugung, die ein Mensch zu einem Sachverhalt gewonnen hat. Dabei setzt man Erfahrungen oder bestehende Kenntnisse ein, um den Sachverhalt beurteilen zu können. Meinung entsteht also in einem Prozess geistiger Arbeit. Wenn jemand ohne jede Sachkenntnis zu einem Pferderennen geht, auf das nach seinem Empfinden schönste Pferd setzt und dieses gewinnt, so hat er sich eine Meinung über den möglichen Sieger gebildet und auch recht gehabt. Diese Art von Meinung hat jedoch sicherlich nicht die gleiche Qualität wie die Diagnose eines erfahrenen Arztes, der die Röteln feststellt, oder die statische Berechnung eines Bauingenieurs. Eine Meinung unterscheidet sich vom Glauben dadurch, dass sie begründbar ist. In den genannten Beispielen zeigt sich aber, dass der Grad der Überzeugung höchst unterschiedlich sein kann.
Eine allgemeine Überzeugung ist es, dass man Menschen nicht foltern soll. Solche moralischen Urteile sind jedoch nicht Gegenstand der Erkenntnistheorie, weil nach allgemeiner Auffassung sich Werte nicht aus Erkenntnissen ableiten lassen (siehe Naturalistischer Fehlschluss).
Während vor allem im Positivismus davon ausgegangen wurde, dass man in den empirischen Wissenschaften gesichertes Wissen durch Verifikation erlangen kann, wird im Fallibilismus unterstellt, dass der Mensch grundsätzlich keine endgültig gesicherte Erkenntnis erlangen kann. Die fallibilistische Position, die zum Beispiel schon von Arkesilaos oder Karneades in der Antike vertreten wurde, hat sich im Verlaufe der Philosophiegeschichte immer stärker durchgesetzt. Einen wesentlichen Beitrag leistete Hume mit der Widerlegung der Induktion. Für Hume wurde die Annahme von Kausalität in der Welt zu einer nicht beweisbaren Gewohnheit. Theoretisch ausgearbeitet wurde diese Position im Kritischen Rationalismus von Popper, der alle Erkenntnis als vorläufig betrachtete. Wissenschaftliche Erkenntnisse sind demnach Theorien, die sich durch empirische Beobachtungen bewährt haben. In der Möglichkeit, eine Theorie anhand von Beobachtungssätzen (Basissätzen) zu überprüfen, sah Popper auch das entscheidende Abgrenzungskriterium zur Metaphysik und zu Pseudowissenschaften. Nur eine Theorie, die falsifizierbar ist, erfüllt das Kriterium der Wissenschaftlichkeit. Erkenntnisfortschritt entsteht nach Popper, wenn die Wissenschaft durch Beobachtungen oder logische Prüfungen Widersprüche in bestehenden Theorien feststellt. Forscher müssen sich daher bemühen, bestehende Theorien durch Experimente zu widerlegen oder durch neue, bessere Theorien zu ersetzen. Die Qualität einer Theorie wächst dabei, je besser sie falsifizierbar ist und je höher der Grad ihrer Bewährung ist. Eine Bestätigung seiner Auffassung sah Popper in der Relativitätstheorie, die als bessere Theorie die lange als unumstößliches Naturgesetz geltende Gravitationstheorie Newtons ablöste.

## Die hermeneutische Komponente der Erkenntnis
Auf Wilhelm Dilthey geht eine wichtige Abgrenzung zwischen natur- und geisteswissenschaftlicher Methodik zurück. Wilhelm Windelband machte hieraus die Unterscheidung von Erklären und Verstehen. In den Naturwissenschaften werden Gesetze (nomothetisch) erklärt. In den Kulturwissenschaften werden hingegen Einmaliges, Individuelles und Besonderes (idiographisch) untersucht, für die es methodisch des Konzeptes des hermeneutischen Verstehens bedarf. Fruchtbare hermeneutische Ansätze finden sich insbesondere in den Geschichtswissenschaften, der Psychoanalyse oder der nicht-empirischen Soziologie. Hermeneutische Ausgangspunkte haben auch die Diskurstheorien von Karl-Otto Apel und Jürgen Habermas.
Die aus dieser Entgegensetzung resultierende scharfe Trennung zwischen Geisteswissenschaften und Naturwissenschaften im 20. Jahrhundert hat sich zur Jahrtausendwende eher verwischt. Die Geisteswissenschaften benötigen zum einen systematisch-analytische Verfahren, wie sie in der Lehre zu den Methoden der empirischen Sozialforschung behandelt werden. Zum anderen bedarf es mit steigender Komplexität auch in den Naturwissenschaften eines intuitiven, verstehenden Erkennens der Zusammenhänge, insbesondere seit zum Beispiel in der Physik Theorien über Gegenstände behandelt werden, die unterhalb der Grenze der Beobachtbarkeit liegen.

## Erkenntnis und Interesse
Von Jürgen Habermas wurde die schon von Karl Mannheim in Ideologie und Utopie (1929) formulierte These aufgenommen und ausgearbeitet, dass herrschende Gruppen mit ihren Interessen so intensiv an eine Situation gebunden sind, dass sie die Fähigkeit verlieren, bestimmte Tatsachen zu reflektieren. Habermas wandte sich in seinem Werk Erkenntnis und Interesse insbesondere gegen die in den Einzelwissenschaften oftmals vorzufindende naive Auffassung einer objektiven Wissenschaft. Unbestritten ist die wissenschaftstheoretische Einsicht, dass jedes Experiment und jede Beobachtung in den empirischen Wissenschaften von der Fragestellung und von der Versuchsanordnung abhängt. Jede Beobachtung ist damit theoriebeladen. Die unterschiedlichen Auffassungen über die Begriffsbestimmung und die Möglichkeit objektiver Erkenntnis zwischen Kritischer Theorie und Kritischem Rationalismus wurden in den 1960er Jahren im Positivismusstreit ausgetragen.

## Die Kritik des Pragmatismus
Mit Schopenhauer, Nietzsche, aber auch Eucken und Dilthey entwickelte sich eine Kritik an dem rein kognitiv gefassten Begriff der Erkenntnis in der Philosophie der Neuzeit. In einer ganzheitlichen Betrachtung beinhaltet Erfahrung nicht nur kognitive, sondern stets zugleich auch affektive Elemente. Vernunft, Gefühl und Wollen sind nicht isolierbar. Diese oft unter dem Sammelbegriff der Lebensphilosophie subsumierten Auffassungen wurden im Pragmatismus und in der Existenzphilosophie aufgegriffen sowie Ende des 20. Jahrhunderts im Neopragmatismus vor allem durch Richard Rorty neu thematisiert.
In der Aufsehen erregenden Arbeit Der Spiegel der Natur. Eine Kritik der Philosophie (1979, deutsch 1987) lehnte er Erkenntnistheorie als sinnvolle Disziplin ab:

„Wittgensteins, Heideggers und Deweys gemeinsame Diagnose lautet, dass die Vorstellung, das Erkennen sei ein akkurates Darstellen – ermöglicht durch besondere mentale Vorgänge und verstehbar durch eine allgemeine Theorie der Darstellung –, aufgegeben werden muss. Die Rede von „Fundamenten der Erkenntnis“ und der Gedanke, die Philosophie habe das cartesianische Unternehmen der Widerlegung des erkenntnistheoretischen Skeptikers zu ihrer zentralen Aufgabe, werden von diesen gleichermaßen für nichtig erklärt. Weiterhin abgeschafft wird die Descartes, Locke und Kant gemeinsame Idee „des Bewusstseins“ als eines besonderen, in einem inneren Raum angesiedelten Forschungsbereichs, in dem sich die Bestandteile und Prozesse finden, die unser Erkennen ermöglichen. Dies bedeutet nicht, dass sie über alternative „Theorien der Erkenntnis“ oder „Philosophien des Mentalen“ verfügen. Sie verabschieden Erkenntnistheorie und Metaphysik als mögliche Disziplinen.“

Anstelle der Erkenntnistheorie, die Rorty in der Kulturanthropologie oder Wissenschaftssoziologie ansiedeln möchte, fordert er das hermeneutische Gespräch und hält die Frage der Letztbegründung für irrelevant (Relativismus).
Die Kritiker Rortys halten ihrerseits dagegen, dass mit dessen Ansatz die Frage nach dem Wesen der Erkenntnis nicht abgeschafft wird. Erkenntnistheorie ist vor allem eine Reflexionswissenschaft, eine nicht empirische Wissenschaft über den Umgang mit Empirischem.